# Joaquiniano
Les Joaquiniano sont  une ethnie amérindienne de l'Amazonie bolivienne. Il s'agit d'un groupe issu de l'ethnie Baure. On estime leur nombre à 1 000.
Ils tirent leur nom du municipio de San Joaquín situé sur les rives du río Machupo dans le Beni où ce groupe Baure a migré depuis Concepción de Baures.
Hormis le village de San Joaquín où les Joaquiniano produisent des briques, de l'artisanat et commercialisent du bois, ils sont aussi distribués dans une dizaine de communautés composées d'environ dix familles chacune où ils vivent de l'agriculture et de l'élevage de menu bétail. Récemment ils se sont aussi lancés dans la production de chocolat écologique destiné à l'exportation. Les hommes partent aussi travailler dans les grandes fermes d'élevage bovin.
La reconnaissance des Joaquiniano en tant que peuple indigène a commencé à partir de 1990, date à laquelle eut lieu une importante marche des indigènes des basses terres vers La Paz. Auparavant ils étaient considérés comme des paysans descendant des Baure. C'est à ce titre que leur a été reconnu un territoire indigène en propriété collective.

## Langue
Le Joaquiniano fait également partie de la liste des langages boliviens éteints.